# Demi-Leigh Nel-Peters
Demi-Leigh Nel-Peters (Sedgefield, 28 de junho de 1995) é uma modelo e rainha de beleza sul-africana que foi coroada Miss Universo 2017.
Ela foi a segunda de seu país a vencer este concurso, após Margaret Gardiner em 1978.

## Biografia
Demi-Leigh Nel-Peters nasceu em 28 de junho de 1995, em Sedgefield, na província sul-africana do Cabo Ocidental. Filha de Bennie Peters e Anne-Marie Steenkamp, tinha uma meia-irmã, Franje, portadora de uma deficiência física, que faleceu em 2019. Ela formou-se em gestão de negócios na Universidade do Noroeste e é fluente em inglês e africâner. 

## Participação em concursos de beleza

### Miss África do Sul 2017
Representando a província do Cabo Ocidental, Demi venceu o Miss África do Sul, ganhando assim o direito de representar o país no Miss Mundo 2017 e no Miss Universo 2017. No entanto, devido às datas dos concursos coincidirem, ela foi enviada para o Miss Universo, realizado em Las Vegas, nos Estados Unidos. 

### Miss Universo 2017
Demi era uma das grandes favoritas ao título e no dia 6 de novembro de 2017, ao derrotar outras 91 concorrentes, ela foi coroada Miss Universo 2017 por Iris Mittenaere, vencedora da competição no ano anterior. 
Durante seu reinado, ela participou de diversas atividades e campanhas como o "Red Nose Day USA", o "Smile Train" e o "Times Up", entre outras, e viajou para diversos países, como África do Sul (seu país-natal), Indonésia, França e Equador. 

## Vida após os concursos de beleza
Após coroar sua sucessora, Demi continuou morando nos Estados Unidos, onde namorou e depois ficou noiva de Tim Tebow. Eles se casaram em janeiro de 2020. 